# 1441
1441 (MCDXLI) var ett normalår som började en söndag i den julianska kalendern.

## Händelser

### Januari
- Januari – Karl Knutsson (Bonde) och Kristofer av Bayern förhandlar sinsemellan i Halmstad.

### April
- April – Kristofer avger en kungaförsäkran som utvidgar det svenska rådets makt.

### September
- 13 september – Kristofer hyllas som kung av Sverige vid Mora stenar.[1]
- 14 september – Kristofer kröns i Uppsala domkyrka, varvid Karl Knutsson dubbas till riddare.
- 20 september – Karl Knutsson blir drots.
- 21 september – Karl Knutsson får stora förläningar av kungen, särskilt Finland.

### Oktober
- 10 oktober – Karl Knutsson berövas drotstiteln och flera av sina förläningar.

### November
- 10 november – Karl Knutsson anländer till Åbo.

### Okänt datum
- Vid kyrkomötet i Söderköping dryftas framtidsplaner på en svensk högskola.

## Födda
- Maj eller juni – Matteo Maria Boiardo, italiensk greve av Scandiano och renässansdiktare
- 11 november – Charlotte av Savoyen, drottning av Frankrike.

## Avlidna
- Blanka I av Navarra, drottning av Navarra och drottning av Sicilien.
- Margery Jourdemayne, engelsk trollkonstnär.

### Fotnoter
1. ↑  Det hände i dag